# Historia gospodarcza Niemiec
Historia gospodarcza Niemiec – historia życia gospodarczego Niemiec.

## Cesarstwo Niemieckie
Protekcyjna polityka państwa, powiązana z ekspansją kolonialną i nacjonalizmem gospodarczym, była czynnikiem szybkiego rozwoju gospodarczego Niemiec po 1871 r. Niemieckie Towarzystwo Kolonialne (Deutsche Kolonialgesellschaft) propagowało zamorską aktywność gospodarczą, a Niemiecki Związek Marchii Wschodniej (Deutscher Ostmarkenverein), znany także jako Hakata, dążył do wzmocnienia ekonomicznego Niemców na ziemiach polskich pod panowaniem pruskim. Protekcjonizm nie ograniczał się do ochrony celnej przemysłu i rolnictwa, lecz także dążył do rozszerzania sektora państwowego, zwłaszcza w kolejnictwie.
Wzrost gospodarczy Niemiec stymulowało zjednoczenie polityczne dokonane pod egidą Prus, wieńczące proces tworzenia rynku wewnętrznego. Istotne znaczenie miało także szerokie wdrażanie osiągnięć postępu technicznego w przemyśle, rolnictwie i transporcie, tym szybsze, że Niemcy należeli do czołówki odkrywców i twórców nowoczesnej techniki. Zbyt produktów gwarantował także popyt kreowany przez militaryzację kraju w okresie rządów Ottona von Bismarcka oraz rosnący eksport. Dla rozwoju przemysłowego kraju duże znaczenie miało przyłączenie Alzacji i Lotaryngii, obfitujących w rudy żelaza, oraz uzyskanie 5 mld franków kontrybucji po wygranej wojnie z Francją. Umocnił się system bankowy, któremu przewodził powołany w 1875 r. bank centralny – Bank Rzeszy (Reichsbank).
Wzmożone tempo zakładania nowych przedsiębiorstw w latach 1871–1874 nazwano grynderstwem. Jego cechą charakterystyczną było tworzenie, za pomocą pożyczonych kapitałów, spółek nastawionych na szybki zysk. W efekcie wiele nowych firm wkrótce upadło, trwoniąc kapitały własne i cudze. Negatywne cechy grynderstwa silnie zaznaczyły się w okresie kryzysu 1873 r.
Po zjednoczeniu Niemiec poza tradycyjnymi gałęziami przemysłu, jakimi były górnictwo, hutnictwo i włókiennictwo, w szybkim tempie zaczął się rozwijać przemysł maszynowy, chemiczny, elektrotechniczny, materiałów budowlanych, drzewny i spożywczy. Niemieckie maszyny zaczęły konkurować z angielskimi pod względem nowoczesności i jakości. Przemysł chemiczny, powiązany z instytutami badawczymi, wytwarzał w 1913 r. 1/4 światowej produkcji chemicznej. Do wielkiego międzynarodowego znaczenia doszedł przemysł elektrotechniczny, powstały także nowoczesne cementownie i cegielnie umożliwiające rozbudowę przemysłu i ograniczenie drewnianego budownictwa mieszkaniowego. Zapoczątkowana została masowa produkcja mebli. Silny i nowoczesny przemysł był podstawą rozbudowy oraz modernizacji armii i floty niemieckiej.
Rozwojowi niemieckiego rolnictwa sprzyjały utrzymywane do I wojny światowej wysokie cła na zboże i zwierzęta hodowlane. Dzięki wysokiej kulturze agrarnej w gospodarstwach junkierskich, a częściowo także chłopskich, osiągano wysokie plony zbóż i duże ilości produktów hodowlanych. Na początku XX w. średnie plony pszenicy w Niemczech (21 q/ha) należały do najwyższych w Europie. Jednak szybki rozwój przemysłowy kraju i jego urbanizacja zmuszały do importu, pokrywającego 1/3 konsumowanej pszenicy.

### I wojna światowa
Przygotowania gospodarcze do wojny rozpoczęto w Niemczech jeszcze w ostatnim ćwierćwieczu XIX w. Przyświecała im, uznana nie tylko w Rzeszy, strategia wojny błyskawicznej, co niekiedy prowadziło do zaniedbywania planów wszechstronnego dostosowania całej gospodarki do warunków wojennych. Powszechnie uważano, że podobnie jak podczas poprzednich wojen, całkowicie wystarczą nagromadzone zapasy i zwiększona produkcja wyspecjalizowanego przemysłu zbrojeniowego. W tym celu forsowano wydatki wojskowe poszczególnych państw. Między 1883 r. a 1908 r. wzrosły one w Niemczech 3-krotnie, w Anglii – 2-krotnie oraz blisko 2-krotnie w Rosji i Austro-Węgrzech. W przededniu wybuchu wojny udział wojska w podziale dochodu narodowego wynosił: w Stanach Zjednoczonych – 0,8%, Anglii – 3,0%, Niemczech – 3,7%, a we Francji – 3,9%.
Państwa centralne od początku wojny zostały skazane na izolację i czerpanie z własnego potencjału ekonomicznego. Dostawy zewnętrzne, prowadzące do szybkiego wyczerpywania się rezerw złota, organizowano przy udziale państw neutralnych. Niemcy, które liczyły na szybkie zwycięstwo dzięki rezerwom gromadzonym w czasie pokoju, zrewidowały swoje stanowisko po bitwie nad Marną, gdy zawiodły nadzieje na sukces wojny błyskawicznej. W warunkach przedłużających się działań pozycyjnych zmuszone zostały do gruntownego przestawienia gospodarki na potrzeby wojenne. Było to możliwe w warunkach zasadniczego zwiększenia roli państwa w gospodarce. W ramach Ministerstwa Wojny powołano Wydział Surowców Wojennych (KRA), którym początkowo kierował prezes AEG, Walther Rathenau. Do zadań KRA należało kierowanie produkcją surowców i ich substytutów, dostarczanie surowców z terenów okupowanych i państw neutralnych oraz ich dystrybucja. Rathenau sprawnie organizował kartele racjonalnie wykorzystujące deficytowe surowce. Poza KRA pozostawiono produkcję i rozdział węgla, nadzorowany przez Komisarza Węglowego Rzeszy.
Na mobilizację wojenną gospodarki niemieckiej zasadniczy wpływ wywarł program zbrojeniowy Hindenburga z 1916 r., mający przygotować kraj do wojny totalnej. Program zakładał niebywale szybki wzrost dostaw broni, m.in. podwojenie produkcji materiałów wybuchowych i potrojenie wytwórczości karabinów maszynowych oraz zwiększoną produkcję samolotów i samochodów ciężarowych. Produkcji finalnej miał sprzyjać wzrost wydobycia surowców. Przemysł znalazł się pod kontrolą władz wojskowych, a wiele kluczowych przedsiębiorstw pod bezpośrednim, przymusowym zarządem państwowym realizowanym przez Urząd Wojenny (Kriegsamt). Państwo wprowadziło reglamentację produkcji i dystrybucji towarów przemysłowych oraz ustalało poziom cen i płac. W totalnie zaangażowanych w wojnę Niemczech zrodziły się elementy gospodarki planowej (Planwirtschaft).
Wytwórczość rolną objęto obowiązkowymi dostawami (kontyngentami), a kontrolą rozdziału deficytowej żywności zajął się Wojenny Urząd Wyżywienia. Monopol państwa w sferze importu realizowało Centralne Towarzystwo Zakupów. W celu zapewnienia zatrudnienia siły roboczej zgodnego z potrzebami wojny utworzono Centralę dla Pośrednictwa Pracy.
Z instytucjami państwowymi ściśle współdziałały liczne samorządy przemysłowe, jak np. Związek Producentów Surówki Żelaza i Związek Producentów Stali. Największą rolę odgrywał Komitet Wojenny Przemysłu Niemieckiego, reprezentujący interesy całego przemysłu. Samorząd był instrumentem kontroli nad gospodarką sprawowanej przez władze państwowe.
System niemieckiej gospodarki wojennej naśladowały Austro-Węgry. Już w 1914 r. powołano tam agencje nadzorujące produkcję i dystrybucję poszczególnych produktów, handel zagraniczny i obrót dewizami. Do końca wojny liczba agencji wzrosła do 90, a koordynacja ich pracy należała do Komitetu Gospodarki Wojennej (Komitee für Kriegswirtschaft).
Ścisłe związki prywatnego przemysłu, pracującego na potrzeby frontu, z instytucjami państwowymi Lenin określił mianem kapitalizmu państwowo-monopolistycznego. W literaturze przyjęło się pojęcie kapitalizmu państwowego. To samo zjawisko działacze socjaldemokratyczni nazywali socjalizmem państwowym, wykorzystującym elementy planowania. Bez względu na używane terminy gospodarkę wojenną Niemiec charakteryzowała daleko idąca eliminacja mechanizmu rynkowego i ścisła współpraca państwa z monopolami.

#### Przemysł
Z chwilą wybuchu wojny Niemcy nie tylko zintensyfikowali wytwórczość przemysłu zbrojeniowego, lecz także szybko dokonywali konwersji zakładów cywilnych do pracy na potrzeby frontu. Zrealizowane zostały zadania programu Hindenburga, co doprowadziło do niebywałej militaryzacji przemysłu. Niemcy, poza własnym potencjałem produkcyjnym, wykorzystywali złoża rud i węgla okupowanego Luksemburga, Belgii i północnej Francji. Rozwijali przemysł chemiczny, dostarczający m.in. surowców syntetycznych, takich jak azotan sodu zastępujący chilijską saletrę czy w niewielkich ilościach kauczuk syntetyczny. Dbali o wzrost produkcji węgla i stali w Zagłębiu Górnośląskim i na zachodzie Niemiec, gdzie koncentrował się także przemysł zbrojeniowy. Preferowanie produkcji wojennej negatywnie wpłynęło na przemysł dóbr konsumpcyjnych, np. liczba fabryk obuwia zmniejszyła się z 1500 do 400.

#### Transport
Niemcy znakomicie wykorzystywali gęstą, budowaną z myślą o potrzebach wojskowych sieć kolejową. Tylko w sierpniu 1914 r. wyekspediowano 11,1 tys. transportów, które m.in. przewiozły 3,1 mln ludzi i 0,7 mln koni. W szczytowym okresie wojny najdłuższe połączenia kolejowe, prowadzące z zachodu na wschód Europy, przekraczały 2000 km (np. Ostenda – Mińsk 2111 km). Wymagały one dostosowania szerokości torów do prześwitu zachodnioeuropejskiego oraz odbudowy mostów i stacji zniszczonych przez wycofujących się Rosjan, a także rosnących dostaw taboru. Odbudowa, podobnie jak budowa nowych linii do celów wojennych, była prowizoryczna, co obniżało jakość transportu kolejowego. Niemcy, w których spadła produkcja parowozów i wagonów, szeroko wykorzystywały tabor okupowanej Belgii, Francji i Rumunii.

#### Rolnictwo
Wojnę silnie odczuło rolnictwo niemieckie, pozbawione części czynników wytwórczych, a przede wszystkim nawozów sztucznych, co wywołało „głód azotowy”. Zmniejszyły się nie tylko zbiory, lecz także plony roślin uprawnych. Plony żyta i pszenicy spadły o 28%, ziemniaków – o 34%, a buraków cukrowych – o 25%. Zbiory zbóż w 1917 r. nie przekraczały 58% stanu uzyskanego w 1913 r. Niedostatek pasz zachwiał także produkcją hodowlaną. Niemcy, pozbawione systematycznego importu, który przed wojną obejmował m.in. 1 mln ton pszenicy, w 1918 r. stanęły w obliczu klęski głodu. Nie mogła jej zapobiec intensywna eksploatacja rolnictwa ziem okupowanych, dokonywana przez system kontyngentów oraz rekwizycję płodów rolnych, bydła i koni.

#### Finanse
Państwa prowadzące wojnę przeżywały głębokie załamanie budżetów, a ich dochody tylko w niewielkim stopniu pokrywały wydatki. Niezbędne było sięgnięcie do źródeł nadzwyczajnych, pożyczek u obywateli lub pożyczek zagranicznych. Niemcy i państwa z nimi związane korzystały głównie z pożyczek wewnętrznych, zmuszając ludność do wykupu obligacji państwowych. W Niemczech, gdzie rozpisano 9 pożyczek wewnętrznych, ich udział w dochodach budżetowych sięgnął 90%. Dług państwa wobec społeczeństwa zwiększył się w czasie wojny 30-krotnie.

#### Położenie ludności
Mobilizacja na front milionów mężczyzn spowodowała w Niemczech dotkliwy niedobór siły roboczej. W roku 1916 nastąpiła militaryzacja siły roboczej, umożliwiająca przymusowe wcielenie do pracy w przemyśle i rolnictwie 3,5 mln robotników. Radykalnie zwiększyło się zatrudnienie kobiet, których udział wśród pracujących w przemyśle elektrotechnicznym sięgnął 55%. Szeroko korzystano także z pracy jeńców, głównie rosyjskich, oraz robotników przymusowych, m.in. Polaków. Zaopatrzenie ludności realizowano w systemie kartkowym obejmującym chleb, mięso, tłuszcze, ziemniaki i odzież. Jednak nawet ziemniaki nie zawsze były dostępne. Zimę 1916/1917 nazwano „brukwiową zimą”, jako że brukiew zastąpiła deficytowe ziemniaki. Brakujące produkty powszechnie zastępowano namiastkami spożywczymi (ersatzami), takimi jak sacharyna i kawa zbożowa. Wielką dolegliwością dla ludności był brak opału. Trudne warunki bytowe były przyczyną licznych strajków w końcowej fazie wojny. W Berlinie w styczniu 1918 r. zastrajkowało pół miliona robotników, przede wszystkim z fabryk przemysłu zbrojeniowego. Strajki objęły także miasta Zagłębia Ruhry i Nadrenii oraz Hamburg, Lipsk i Wrocław. Władze przejęły strajkujące fabryki pod zarząd wojskowy, a część robotników wcieliły do armii.
Po wybuchu wojny Niemcy zatrzymali jako jeńców cywilnych ok. 300 tys. sezonowych robotników rolnych z Galicji i Królestwa Polskiego, przebywających na ich terytorium. Jednak ich praca nie rekompensowała ubytków związanych z mobilizacją Niemców. Dlatego ziemie polskie stały się źródłem przymusowego werbunku siły roboczej do Niemiec, który objął 130 tys. robotników. Do wyjazdów skłaniał brak pracy wywołany likwidacją zakładów przemysłowych oraz ciężkie warunki aprowizacyjne na terenach okupowanych przez Niemcy. Reglamentacja obejmowała znacznie większą ilość produktów niż w Rzeszy, m.in. ziemniaki, węgiel, naftę, cukier, mąkę, mydło i artykuły włókiennicze. Przydziały kartkowe produktów były bardzo niskie, w 1917 r. na tydzień wydawano na osobę 1400 g ziemniaków i 50–70 g mięsa.

#### Skutki wojny
Skutki wojny dotkliwie dotknęły kraj, który ją rozpoczął w 1914 r. Na podstawie traktatu wersalskiego Niemcy musiały zrzec się kolonii oraz oddać część swojego terytorium Francji, Belgii, Danii i Polsce. W ten sposób m.in. uległo podziałowi wielkie Zagłębie Górnośląskie oraz zerwana została kooperacja między kopalniami rudy żelaza w Lotaryngii i węgla w Zagłębiu Ruhry. Dodatkowo, Francja mogła wykorzystywać przez 15 lat zasoby okupowanego Zagłębia Saary.
Skonfiskowana została większość niemieckiej floty handlowej i inwestycji zagranicznych. Niemcy zostały zobowiązane do przyznania państwom ententy klauzuli największego uprzywilejowania. W roku 1921 Komisja Reparacyjna nałożyła na nie odszkodowania wojenne, które miały służyć odbudowie i łagodzeniu trudności finansowych państw ententy.

## Republika Weimarska
Niemcy, które utraciły znaczną część terytorium i zostały zobowiązane do spłaty odszkodowań wojennych były niezadowolone z postanowień zwycięzców. W swojej polityce zagranicznej zdecydowały się na współpracę z Rosją Radziecką, która nie ustawała w wysiłkach na rzecz „eksportu rewolucji”.
Z inicjatywy H. Schachta, komisarza rządu ds. walutowych, pod koniec 1923 r. wprowadzono nową walutę – rentenmarkę, która miała zabezpieczenie hipoteczne gruntami i własnością przemysłową. Zdeprecjonowaną reichsmarkę wymieniano po kursie 1 bln reichsmarek za 1 rentenmarkę. Pomyślną reformę walutową nazwano „cudem rentenmarki”. Stabilizację waluty niemieckiej umożliwiły amerykańskie i brytyjskie pożyczki bankowe oraz decyzje w ramach planu Dawesa.
W 1927 r. uzupełniono system stworzony przez Bismarcka o ubezpieczenie na wypadek bezrobocia. Bezrobotni mogli otrzymywać przez 26-39 tygodni zasiłek sięgający 60–80% płacy.

## III Rzesza
Rewizjonizm niemiecki wzrósł po dojściu do władzy w 1933 r. A. Hitlera. Jako kanclerz III Rzeszy doprowadził on do stworzenia systemu totalitarnego opartego na ideologii rasistowskiej 1 ekspansjonistycznej, przyspieszył także militaryzację kraju.
Od 1933 r. hitlerowskie Niemcy realizowały program interwencjonizmu, wynikający z programu partii faszystowskiej. Przesłanki interwencjonizmu wiązały się z przygotowaniami do zaborczej wojny, mającej osiągnąć cele nazistów. Ich podstawę stanowiła koncepcja Gospodarki Wielkiego Obszaru (Grossraumwirtschaft), którą zamierzano utworzyć w wyniku zdobyczy wojennych na wschodzie i zachodzie Europy. Peryferyjne obszary wielkiej Rzeszy miały stanowić źródło dostaw surowców dla przemysłowego trzonu, scalającego potencjał Niemiec i Austrii z północno-wschodnią Francją, Belgią oraz Czechami.
Zgodnie z polityką Hitlera ograniczone zostało działanie mechanizmu rynkowego, łącznie z ustalaniem cen przez rząd i licencjonowaniem bankowości. Scentralizowana gospodarka niemiecka została podzielona na 6 grup gospodarczych, kierowanych przez Izbę Gospodarczą Rzeszy, z których wydzielono przemysł zbrojeniowy oraz rolnictwo z przemysłem spożywczym. Wprowadzono przymusową kartelizację, a nowe prawo akcyjne umożliwiło eliminację drobnych przedsiębiorstw. Zlikwidowano związki zawodowe, a na ich miejsce powołano Niemiecki Front Pracy (Deutsche Arbeitsfront – DAF), grupujący pracobiorców i pracodawców. Front Pracy był instrumentem realizacji nazistowskiej polityki zatrudnienia ograniczającej wybór miejsca pracy. Zakazano strajków i wprowadzono książeczki pracy. Powszechnie wdrażano zasady wodzostwa (Führerprinzip), oddające władzę hitlerowskim funkcjonariuszom partyjnym zależnym od Hitlera.
Kształt ustrojowy gospodarki III Rzeszy polegał na połączeniu gospodarki rynkowej z planowaniem. Zachowano własność prywatną podporządkowaną sprawnemu mechanizmowi centralnego kierowania i kontroli procesu gospodarowania. Przygotowaniami Rzeszy do wojny kierowało kilka instytucji – Ministerstwo Gospodarki Rzeszy, na którego czele początkowo stał Hjalmar Schacht, a od 1938 r. Walther Funk, Urząd Gospodarki Wojennej i Uzbrojenia Naczelnego Dowództwa Wehrmachtu z Georgiem Thomasem oraz Biuro Pełnomocnika ds. Planu Czteroletniego Hermanna Göringa. Wpływy polityczne Göringa i jego dobre stosunki z Hitlerem umożliwiły mu decydowanie w sprawach gospodarczych.
Ujawniło się to podczas przygotowywania dwóch planów gospodarczych na lata 1934–1940. W pierwszym za główny cel uznano likwidację bezrobocia przez uzdrowienie gospodarki. Drugi plan oficjalnie poświęcono dążeniu do uzyskania samowystarczalności ekonomicznej, a praktycznie przygotowaniom do wojny. Z surowców strategicznych Niemcy posiadały tylko węgiel, brakowało im ropy naftowej, metali kolorowych, rud żelaza i kauczuku. Dlatego w ramach drugiego planu rozwijano wytwórczość sztucznego kauczuku i benzyny, aluminium oraz tworzyw sztucznych. Wielką wagę przywiązywano do motoryzacji kraju, jako ważnego elementu służącego wzmocnieniu potencjału militarnego i kreującego nowe miejsca pracy. Równocześnie z rozbudową sieci dróg rozwijano produkcję samochodów, w znacznej części przeznaczonych na eksport. Podstawą motoryzacji indywidualnej miał się stać „samochód dla ludu” (Volkswagen), którego produkcję uruchamiano w atmosferze wielkiej akcji propagandowej. W praktyce, podwozia Volkswagena służyły do budowy pojazdów służących potrzebom niemieckiej armii. Realizowano także monumentalne budynki państwowe i obiekty użyteczności publicznej symbolizujące ideologię faszystowską. Przedsiębiorstwa przemysłowe i budowlane zaangażowane w realizację hitlerowskich projektów, przede wszystkim wielkie koncerny, szybko zwiększały produkcję oraz dochody. Zyski Interessengemeinschaft Farbenindustrie A.G. (I.G. Farben) wzrosły w latach 1933–1940 z 70 mln do 300 mln marek.
Zdecydowanie zwiększano obecność sektora publicznego w gospodarce. Wydatki inwestycyjne państwa w 1938 r. stanowiły 57% ogólnych nakładów na rozwój. Jednocześnie hitlerowcy odstąpili od prowadzonej w latach kryzysu polityki deflacyjnej. Bank Rzeszy, kierowany przez H. Schachta, do 1938 r. 2-krotnie zwiększył emisję pieniądza i uruchomił strumień pożyczek dla rządu. H. Schacht był inicjatorem systemu weksli (Me-fo-Wechsel) służących finansowaniu zbrojeń. Dochody budżetowe, głównie z podatków, zwiększono o środki nadzwyczajne pochodzące z aneksji Austrii i części terytorium Czechosłowacji oraz zaboru mienia żydowskiego.
Na wielką skalę rozwinięto antysemityzm gospodarczy. Władze hitlerowskie inspirowały bojkot i szykany wobec kupiectwa żydowskiego, połączone z niszczeniem sklepów. Żydów zmuszano do sprzedawania za bezcen majątków i udawania się na emigrację. W latach 1933–1939 Niemcy opuściło 250 tys. Żydów, w tym wielu naukowców i przedstawicieli wolnych zawodów. W roku 1938 ludność żydowską obciążono kontrybucjami.
Również ludność niemiecka odczuła ciężar pożyczek wewnętrznych na cele gospodarcze i charytatywne. Wydatki budżetowe w znacznym stopniu kierowano na sfinansowanie inwestycji militarnych, produkcję zbrojeniową i roboty publiczne. Nakłady na zbrojenia, stanowiące w 1933 r. 3% dochodu narodowego, w 1939 r. osiągnęły wskaźnik 23%. Blisko 60% wszystkich inwestycji stanowiły przedsięwzięcia służące przygotowaniom wojennym. Powstały przedsiębiorstwa państwowe w sektorze zbrojeniowym, jak koncern górniczo-hutniczy Reichswerke Hermann Göring, a działające w nim fabryki prywatne uzyskały korzystne koncesje i ulgi podatkowe. Od roku 1938 wiele inwestycji przemysłowych (zwiększających produkcję aluminium, stali, wiskozy) i energetycznych realizowano w Austrii. Budowano fortyfikacje i lotniska oraz autostrady (Autobahn) o znaczeniu strategicznym. W tym celu utworzono organizację budowlaną, kierowaną przez sprawnego menedżera Fritza Todta (Organisation Todt). Działo się to kosztem inwestycji cywilnych, z wyjątkiem popieranego przez hitlerowców budownictwa mieszkaniowego.
W warunkach militaryzacji gospodarki ścisłej kontroli państwa podlegała produkcja przemysłu konsumpcyjnego. Odczuwał on niedostatek surowców i energii oraz ograniczenia w modernizacji technologii. W rezultacie w 1938 r. produkcja dóbr konsumpcyjnych przewyższyła o 8% poziom z 1928 r., podczas gdy dóbr inwestycyjnych i broni – o 36%.
W rolnictwie hitlerowcy stworzyli warunki do rozwoju gospodarstw wielkoobszarowych, które miały dostarczać żywność na potrzeby rosnącej armii. Uniemożliwiono dzielenie gospodarstw o obszarze poniżej 125 ha, zasilano rolnictwo tanimi kredytami, maszynami i nawozami sztucznymi. Starano się zwiększyć obszar użytków rolnych, m.in. w zajętej Austrii, i podnieść urodzajność ziemi. Hitlerowcy, inaugurując „bitwę o produkcję”, dążyli do uzyskania samowystarczalności żywnościowej. W roku 1939 niemieckie rolnictwo w 83% zaspokajało potrzeby żywnościowe kraju.
Sytuacja w przemyśle konsumpcyjnym i rolnictwie oraz uprzywilejowanie armii uniemożliwiały zaspokojenie popytu ludności. Jego rozmiary władze hamowały zwiększonymi podatkami i akcjami oszczędzania. Zamrożono płace na poziomie z 1929 r. i kontrolowano ceny. W rezultacie płace realne w 1938 r. były o 25% niższe niż 10 lat wcześniej. W roku 1939 wprowadzono zaopatrzenie kartkowe. Rodziny robotnicze spożywały mniej mięsa, mleka, pszennego chleba, warzyw i owoców. Udział konsumpcji w dochodzie narodowym między 1929 r. a 1939 r. zmniejszył się z 72% do 54%, a dochód na mieszkańca w 1938 r. nie był większy niż w 1929 r.
Politykę wyrzeczeń konsumpcyjnych na rzecz zbrojeń ilustrowało faszystowskie hasło „armaty zamiast masła” (Kanonen statt Butter). Za nią szły deklaracje nazistów o zasadniczej poprawie warunków bytowych Niemców po zwycięskiej wojnie i uzyskaniu terytoriów na wschodzie Europy. Bieżącą poprawę odczuwali bezrobotni, włączeni do wysiłku wojennego i robót publicznych. Zwiększono stany kadrowe wojska, policji i służb specjalnych. Propagowano zmniejszenie zatrudnienia kobiet, którym jako styl życia oferowano „kuchnię, dzieci i kościół” (Küche, Kinder und Kirche). W konsekwencji bezrobocie z 44% w 1932 r. spadło do 1% w 1938 r. (400 tys. osób), a w następnych latach gospodarka niemiecka odczuwała niedobór siły roboczej.
Jeszcze przed dojściem do władzy Hitlera wprowadzono kontrolę importu służącą gromadzeniu zapasów w ramach przygotowań wojennych. Zawieszono wymienialność marki na waluty obce, co zmuszało zagranicznych eksporterów do zakupu towarów niemieckich. Jednocześnie promowano konieczny do podtrzymania przywozu eksport. Powszechnie posługiwano się bilateralnym clearingiem, aby oszczędzać na wydatkach dewizowych. Odpowiednie umowy zawarto m.in. z Jugosławią, Rumunią i Węgrami. W roku 1938 funkcjonowało 40 porozumień clearingowych, pokrywających 80% niemieckiego importu. Większość dotyczyła państw Europy Środkowej i Południowo-Wschodniej oraz Ameryki Łacińskiej, dysponujących poszukiwanymi przez Niemcy surowcami i żywnością, a jednocześnie nieżądających zapłaty w walutach wymienialnych. Przed wybuchem wojny wywóz do Niemiec stanowił 71% ogólnego eksportu Bułgarii, 52% – Węgier, 46% – Jugosławii i 46% – Rumunii. Kraje te za produkty rolne i surowce pozyskiwały od III Rzeszy dobra inwestycyjne służące industrializacji oraz broń.

### II wojna światowa
Początkowe błyskotliwe sukcesy wojenne Niemców i Japończyków wynikały z trwającej kilka lat rozbudowy przemysłu zbrojeniowego oraz szerokiego wykorzystania sił i środków w celach militarnych. Potencjał przemysłowy państw Osi stanowił zaledwie 17% potencjału światowego, podczas gdy Stany Zjednoczone, ZSRR i Anglia dysponowały 60% światowych możliwości wytwórczych. Dopiero zdobycze terytorialne Niemiec w Europie Środkowej i Zachodniej oraz Japonii w Azji Południowo-Wschodniej zwiększyły rezerwy surowcowe, żywnościowe i produkcyjne państw Osi.
Pod okupacją hitlerowską znalazły się m.in. zagłębia przemysłowe Alzacji i Lotaryngii, Górnego Śląska, Moraw oraz Luksemburga. Do roku 1941 Niemcy uzupełniały rezerwy dostawami handlowymi ze Związku Radzieckiego i z Włoch oraz z państw satelickich i neutralnych. Ze Wschodu nadchodziły transporty ropy naftowej, rud metali kolorowych, fosfatów, bawełny, lnu, drewna, pszenicy, a także platyny. Po ataku na ZSRR Niemcy opanowały zasobne w węgiel i rudy metali Zagłębie Donieckie i Krzyworoskie oraz urodzajne ziemie Ukrainy.
Fabryki i kołchozy podporządkowane władzom okupacyjnym, częściowo sprywatyzowane, oddawały produkcję na potrzeby Niemców. Gospodarkę Rzeszy zasiliła armia niewolniczej siły roboczej – więźniów obozów koncentracyjnych i jenieckich oraz robotników przymusowych. Ważnym elementem niemieckiej machiny wojennej było wdrożenie polityki eksterminacji europejskich Żydów. Ich praca w gettach, obozach i przemyśle przysparzała dóbr, a skonfiskowany majątek stał się ważnym składnikiem środków służących finansowaniu wojny.
Od roku 1940 Ministerstwem ds. Uzbrojenia i Amunicji, odpowiedzialnym za produkcję wojenną, kierował Fritz Todt, znany ze sprawnego prowadzenia budowy autostrad i fortyfikacji na zachodzie Niemiec. Jego głównym problemem było niedopuszczenie do dezorganizacji produkcji w wyniku wcielenia do wojska fachowców. Todt, mimo sporów z wojskowymi domagającymi się nowego rekruta, dynamicznie rozwijał wytwórczość przemysłową.
Konieczność zdecydowanej intensyfikacji zbrojeń pojawiła się po załamaniu ofensywy na Moskwę i wejściu Stanów Zjednoczonych do wojny. W lutym 1942 r. wzmocniono pozycję Ministerstwa ds. Uzbrojenia i Amunicji, jako naczelnego organu kierowania wojennym wysiłkiem ekonomicznym Niemiec. Nowy minister, Albert Speer, wykazał niezwykłe zdolności organizacyjne, zwłaszcza w sferze zaopatrzenia przemysłu w surowce, co umożliwiło szybki rozwój produkcji zbrojeniowej. Powołane przez niego komisje i koła zajmowały się typizacją produkcji, normami zużycia surowców, wdrażaniem surowców zastępczych i nowych metod pracy, koncentracją produkcji itp. Speer odgrywał także kluczową rolę w powołanej w 1942 r. Centrali Planowania (Zentrale Planung), mającej pełnię władzy nad zasobami surowców i strukturą wytwórczości. Utworzenie centralnego ośrodka planowania zmniejszyło wpływy Góringa w systemie niemieckiej gospodarki wojennej. Rosło natomiast, niezależne od centralnych władz gospodarki, imperium ekonomiczne sił SS (Schutzstaffel). Jego podstawą były obozy koncentracyjne i eksploatacja niewolniczej siły roboczej.
W roku 1943, pod wpływem rosnących strat i niepowodzeń na froncie wschodnim, ogłoszono wojnę totalną. Jej celem było wciągnięcie wszystkich Niemców do walki lub pracy na rzecz wojska i całkowite podporządkowanie gospodarki potrzebom frontu. Nastąpiła koncentracja małych zakładów wytwórczych oraz zmiana ich profilu produkcyjnego lub włączenie do koncernów zbrojeniowych, które uzyskały przywileje w dziedzinie zaopatrzenia i zatrudnienia. Największe zamówienia kierowano do fabryk Kruppa, I.G. Farben, Flicka i Reichswerke Hermann Góring. Część produkcji zbrojeniowej przeniesiono do nieczynnych kopalni, kamieniołomów i tuneli, aby stworzyć ochronę przed lotnictwem alianckim. W zakładach produkcyjnych kobiety zajęły miejsca mężczyzn wcielonych do wojska, zabitych i rannych. W roku 1944 stanowiły one prawie 52% wszystkich zatrudnionych.
Mobilizacja gospodarki pozwoliła Niemcom utrzymać wysoki poziom produkcji kierowanej na front, która już w 1943 r. 4-krotnie przekroczyła poziom z 1939 r., a w 1944 r. wzrosła o dalsze 25%. Dopiero nasilające się naloty lotnictwa amerykańskiego i brytyjskiego oraz trudności zaopatrzeniowe przyniosły pod koniec 1944 r. załamanie produkcji wojennej Rzeszy. Naloty dotknęły głównie miasta, w których ucierpiały przede wszystkim dzielnice mieszkaniowe oraz (chociaż w mniejszym stopniu) dzielnice przemysłowe.
Łącznie bombardowania przyniosły śmierć 600 tys. cywilów, w tym zatrudnionych w Niemczech robotników przymusowych i więźniów. Dotkliwe dla Rzeszy było zmniejszenie o 90% dostaw paliw płynnych, co drastycznie ograniczyło użycie na froncie czołgów i samolotów. Było ono skutkiem zmasowanych nalotów na fabryki wytwarzające benzynę syntetyczną, rafinerie i zbiorniki paliw.
W zakładach zaostrzono dyscyplinę, a dzień pracy w przemyśle wydłużono do 12 godz. Powszechnie wykorzystywana przymusowa i niewolnicza siła robocza była kierowana głównie do pracy w przemyśle, a także w rolnictwie, przy budowie fortyfikacji i w gospodarstwach domowych. Rozmiary przymusowego zatrudnienia w szczytowym punkcie szacowano na 7,5 mln osób cywilnych i 2 mln jeńców. Najliczniejszą grupę narodową, ponad 1/3 ogółu, stanowili Polacy. Niedostateczne wyżywienie oraz nadmierny wysiłek niewolników powodowały choroby i zgony.
Dzięki zaprowadzeniu gospodarki wojennej oraz eksploatacji terytoriów okupowanych i niewolniczej siły roboczej dochód narodowy Niemiec między 1938 r. a 1944 r. wzrósł o 17%. O jego poziomie i dynamice decydowała produkcja zbrojeniowa. Oprócz broni konwencjonalnej podjęto produkcję „latających bomb” (V-1) i rakiet dalekiego zasięgu (V-2) oraz samolotów odrzutowych. Stocznie opuszczały masowo wytwarzane okręty podwodne. Niemiecki przemysł chemiczny wyprodukował w 1943 r. blisko 6 mln ton poszukiwanej benzyny syntetycznej, a produkcja kauczuku syntetycznego przewyższała całe zużycie gumy w 1938 r.
Rabunkowa eksploatacja obszarów okupowanych była podstawowym źródłem dochodów budżetowych (48%). Zastąpiła ona powszechne w okresie I wojny światowej pożyczki wewnętrzne. Dekret o gospodarce czasu wojny z 1939 r. podniósł podatki od osób o dużych dochodach oraz od tytoniu i napojów alkoholowych. Mobilizacja wpływów budżetowych połączona z zamrożeniem cen i utrzymywaniem zaopatrzenia kartkowego sprawiła, że poziom inflacji do końca wojny był niski (w latach 1939–1944 ceny wzrosły 0 12%). W okresie błyskawicznych zwycięstw społeczeństwo niemieckie nie odczuło spadku konsumpcji żywności. Niższą produkcję krajową, zwłaszcza mięsa, rekompensował przywóz z krajów okupowanych i satelickich oraz z Hiszpanii i Włoch. Dopiero od 1942 r., w wyniku klęsk na frontach i stopniowej utraty okupowanych obszarów, władze ograniczyły dostawy towarów konsumpcyjnych dla ludności i wzmocniły kontrolę nad gospodarką aprowizacyjną. O pogarszającym się położeniu materialnym ludności świadczyła sytuacja w ostatnim roku wojny, kiedy zaopatrzenie w żywność sięgało 20–25% stanu z 1942 r.
Gospodarka niemiecka korzystała z zasobów państw satelickich, tj. Bułgarii, Rumunii, Słowacji i Węgier. Ważna była przede wszystkim żywność, węgierskie boksyty i rumuńska ropa naftowa, pokrywająca 1/3 zapotrzebowania Niemiec.
Państwa naddunajskie za produkty rolne i surowce otrzymywały niemieckie maszyny i uzbrojenie. Z czasem współpraca z hitlerowcami stała się bardzo uciążliwa, ze względu na brak towarów niemieckich rekompensujących wywóz oraz niekorzystne ceny.

## Po wojnie
Na podstawie decyzji wielkiej trójki rozpoczęły się przymusowe przesiedlenia Niemców z wielu krajów europejskich. W latach 1945–1950 objęły one 12 mln osób deportowanych do stref okupacyjnych Niemiec.
Związek Radziecki, w celu zwiększenia zasobów siły roboczej, deportował w głąb własnego terytorium blisko 900 tys. osób narodowości niemieckiej.
W okupowanych Niemczech, zgodnie z decyzjami poczdamskimi, alianci zamierzali zredukować sektor przemysłowy i nadać priorytet rolnictwu. Całkowicie zakazano produkcji zbrojeniowej. Przemysł stalowy miał ograniczyć wytwórczość do połowy poziomu z 1929 r. Kontyngentami objęto także produkcję aluminium, benzyny syntetycznej i kauczuku. Pamiętając złe doświadczenia po I wojnie światowej, nie narzucono Niemcom odszkodowań pieniężnych, ale zadecydowano o reparacjach pochodzących z demontażu maszyn i urządzeń przemysłowych oraz przejmowania części produkcji bieżącej. Mocarstwa okupacyjne zaspokajały swoje roszczenia przez demontaż w swoich strefach. Związek Radziecki miał prawo do dodatkowych 10% reparacji przypadających na zachodnie strefy okupacyjne, a dalsze 15% reparacji uzależniono od dostaw żywności i surowców ze strefy radzieckiej na zachód Niemiec.
Rosjanie szybko przystąpili do demontażu i wywozu urządzeń przemysłowych ze wszystkich stref okupacyjnych. Według niektórych ocen radziecki demontaż objął ok. 1900 zakładów produkcyjnych. W strefach zachodnich, poza francuską, demontaż posuwał się dość wolno. W roku 1952 alianci zachodni zaprzestali ściągania reparacji, a z początkiem 1954 r. uczynił to samo Związek Radziecki.
Niemcy utracili na rzecz aliantów prawie całą flotę. Rozwiązano monopole i aresztowano zarządy największych przedsiębiorstw związanych z niemiecką machiną wojenną, m.in. Kruppa, Flicka, Hoechst i I.G. Farben. W mniejszych przedsiębiorstwach na obszarze zachodnich stref okupacyjnych, mimo występujących dążeń nacjonalizacyjnych, uznawano roszczenia właścicieli i odbudowywano związki zawodowe, eliminując z zarządów nazistów oraz komunistów. W strefie radzieckiej przedsiębiorstwa przejmowały władze okupacyjne. Największe instytucje kredytowe, takie jak Deutsche Bank, Dresdner Bank i Commerzbank, zostały rozbite na małe banki regionalne.
W radzieckiej strefie okupacyjnej, na skutek masowego demontażu urządzeń przemysłowych, potencjał produkcyjny zmniejszył się o 40–50%. Dodatkowo 25% majątku produkcyjnego znalazło się w rękach radzieckich spółek (Sowjetische Aktiengessellschaften), powołanych na okupowanych terenach Niemiec. Produkcja spółek kierowana była do Związku Radzieckiego jako część reparacji. W konsekwencji, produkcja przemysłowa w strefie radzieckiej zmniejszyła się o 60% w stosunku do przedwojennej, wytwórczość stali spadła z 1,2 mln ton do 0,2 mln ton, a cementu – z 1,7 mln ton do 0,6 mln ton. Radzieckie władze okupacyjne dokonały także parcelacji majątków obszarniczych powyżej 100 ha, a ziemię przekazały robotnikom rolnym, przesiedleńcom z Polski i chłopom małorolnym.
W amerykańskiej, brytyjskiej i francuskiej strefach okupacyjnych Niemiec do najtrudniejszych problemów należało niedostateczne zaopatrzenie w surowce i paliwa, a także źle funkcjonujący transport. Złożona sytuacja wystąpiła przede wszystkim w przypadku węgla, którego niska podaż na rynek wewnętrzny spowodowana była eksportem narzuconym przez władze okupacyjne. Produkcja żywności w amerykańskiej i brytyjskiej strefach okupacyjnych sięgała 70%, a dóbr przemysłowych – 38% poziomu przedwojennego.
Mimo utrzymywania systemu reglamentacji nasilała się inflacja i spadały płace realne. Drastyczny niedostatek towarów sprzyjał rozwojowi czarnego rynku dóbr konsumpcyjnych. Dominował na nim handel wymienny, w którym dużą rolę odgrywały produkty amerykańskie (papierosy, alkohol). Sytuację aprowizacyjną pogarszał napływ przesiedleńców z Polski, Czechosłowacji i innych krajów.
Nowe perspektywy stworzyła zmiana stanowiska aliantów zachodnich, którzy doszli do wniosku, że pomyślność Europy w dużym stopniu zależy od odbudowy Niemiec.
Traktowano je także jako przedmurze ekspansjonistycznie nastawionego ZSRR. Dlatego też polityka represji ekonomicznych została zastąpiona działaniami na rzecz rekonstrukcji potencjału produkcyjnego. W strefach zachodnich stworzono instytucje państwowe nadzorowane przez aliantów, ale kierowane przez Niemców. Włączono je do programu pomocy amerykańskiej dla Europy, zniesiono kontrolę życia gospodarczego i ograniczono demontaż urządzeń produkcyjnych.
Ludwig Erhard, który za zgodą aliantów pełnił funkcję dyrektora Zarządu Gospodarki (Verwaltung für Wirtschaft), przygotował program reform wprowadzających gospodarkę rynkową. Na początku 1948 r., z inicjatywy aliantów zachodnich, we Frankfurcie nad Menem powstał bank centralny – Bank Deutschen Länder (od 1957 r. – Deutsche Bundesbank). W połowie roku wprowadził on do obiegu nową Deutsche Mark (DM), która zastąpiła Reichsmark (RM). Wymiana dotychczasowej waluty na nową odbyła się na różnych zasadach, co w łącznym ujęciu dało relację 6,5 DM za 100 RM. Wymiana była ograniczona do niewielkiej kwoty 60 DM dla osób prywatnych i 60 DM na pracownika przedsiębiorstwa. Spowodowało to przepadek 80% posiadanych zasobów pieniężnych. Zadłużenie państwa zostało anulowane, a długi prywatne zdecydowanie zredukowane.
Jednocześnie Erhard uwolnił ceny oraz zniósł zaopatrzenie kartkowe w towary przemysłowe, zachowując kontrolę nad cenami żywności, taryfami transportowymi i czynszami mieszkaniowymi.
Zabiegi te ożywiły gospodarkę, zwiększyły opłacalność produkcji i zatrudnienie oraz przyspieszyły, wbrew oczekiwaniom, wzrost płac realnych. Jednak produkcja przemysłowa w 1949 r. była o 25% niższa od jej poziomu przedwojennego, a płace realne – o 15% niższe. Dopiero w 1950 r. wytwórczość przemysłowa RFN przekroczyła poziom przedwojenny i zapełniły się półki sklepowe.
Wymiana pieniędzy w zachodnich strefach okupacyjnych stała się powodem ostrego konfliktu między aliantami zachodnimi a Związkiem Radzieckim. Władze radzieckie zablokowały dostęp do sektorów zachodnich Berlina i jednocześnie dokonały oddzielnej wymiany marek w swojej strefie okupacyjnej oraz w Berlinie Wschodnim. Amerykanie zdecydowali się na zorganizowanie potężnego „mostu powietrznego”, umożliwiającego zaopatrywanie ponad 2 mln berlińczyków w podstawowe produkty. Operacja lotnicza, trwająca od czerwca 1948 r. do maja 1949 r., pozwoliła na przetransportowanie ok. 2 mln ton towarów, z czego 67% stanowił węgiel, a 24% żywność. Blokada Berlina i jej skuteczne przerwanie przez Zachód stały się bezpośrednim powodem powstania dwóch państw niemieckich: Republiki Federalnej Niemiec (RFN) i Niemieckiej Republiki Demokratycznej (NRD).
Ustanowienie różniących się pod względem ustrojowym dwóch państw niemieckich utrwaliło na kilkadziesiąt lat podział polityczny Europy.
W RFN przyjęto konstytucyjną zasadę społecznej gospodarki rynkowej (Soziale Marktwirtschaft). Opierała się ona na własności prywatnej oraz konkurencji, ale jednocześnie rozbudowano ubezpieczenia społeczne, a także wprowadzono zasadę corocznych rokowań pracodawców i pracobiorców w sprawach warunków pracy. Polityka ekonomiczna, kreowana przez zwolenników liberalizmu, z ministrem gospodarki L. Erhardem, opierała się na zasadzie „maksimum konkurencji, minimum planowania”. Jednak dopuszczała doraźne oddziaływanie państwa w sferze handlu zagranicznego i polityki pieniężnej, niezbędne do podtrzymania koniunktury. Planowanie ograniczono do programów poszczególnych korporacji przemysłowych, których znaczna część należała do państwa.
Polityka Erharda wspierała małe i średnie przedsiębiorstwa oraz zabiegała o duży udział drobnych posiadaczy akcji w wielkich spółkach akcyjnych. W roku 1951 wprowadzono zasadę współdecydowania (Mitbestimmung). W radach nadzorczych i zarządach przedsiębiorstw, początkowo tylko w przemyśle węglowym i stalowym, pojawili się przedstawiciele pracowników z prawem do współdecydowania w sprawach dotyczących załóg, głównie warunków pracy i płacy. Znaczne pakiety akcji znalazły się w rękach zatrudnionych. Udziały pracownicze były m.in. rezultatem denacjonalizacji przedsiębiorstw państwowych (Preussag, Volkswagen), których akcje sprzedawano po preferencyjnych cenach.
W latach 60., gdy Erhard sprawował funkcję kanclerza, rozwinięto elementy sterowania gospodarką. W ramach polityki antycyklicznej wprowadzono pięcioletnie plany wydatków bieżących i inwestycyjnych władz federalnych oraz poszczególnych landów. Umożliwiały one kontrolę podaży pieniądza i popytu globalnego. Działająca przy kanclerzu Rada Doradców Ekonomicznych systematycznie analizowała stan i perspektywy gospodarki niemieckiej.
Rozwój gospodarczy RFN do połowy lat 60. nazwano „cudem gospodarczym”. Na gospodarkę niemiecką istotny wpływ miało stworzenie nowoczesnego potencjału wytwórczego w miejsce zdemontowanych i wywiezionych przez aliantów maszyn oraz urządzeń. Nie bez znaczenia była także rezygnacja (do 1955 r.) ze zbrojeń oraz doskonale rozwinięta infrastruktura w postaci autostrad, kanałów żeglownych i lotnisk. Znaczący wpływ na gospodarkę kraju wywarła pomoc w ramach planu Marshalla oraz innych programów pomocowych Stanów Zjednoczonych, Wielkiej Brytanii i Francji (łącznie 4,4 mld doi.). Impulsem do poprawy koniunktury było szeroko rozwinięte budownictwo mieszkaniowe wspierane przez państwo. Dzięki dobrej sytuacji ekonomicznej Niemcy Zachodnie już na początku lat 50. rozpoczęły spłatę przedwojennego i powojennego zadłużenia zagranicznego oraz przystąpiły do wypłacania odszkodowań Izraelowi i organizacjom żydowskim.
Na przełomie lat 50. i 60. wielkim problemem dla NRD stały się masowe ucieczki, głównie ludzi młodych, do dynamicznie rozwijającej się RFN. Reakcją władz komunistycznych była izolacja głównego kanału nielegalnej emigracji, jakim był Berlin Zachodni. W sierpniu 1961 r. miasto otoczono systemem przeszkód uniemożliwiających ucieczki, a potem murem.
Jednocześnie zwiększono świadczenia socjalne, zdynamizowano budownictwo mieszkaniowe i skracano czas pracy, osiągając w 1967 r. 5-dniowy tydzień pracy. W przemyśle położono nacisk na nowoczesne gałęzie wykorzystujące postęp naukowo-techniczny.
W 1976 r. i w latach 1981–1982 gospodarkę niemiecką dotknęła recesja związana z kryzysami naftowymi. Początek lat 80. przyniósł osłabienie marki i odpływ kapitałów zagranicznych z RFN. Nadmiernie w stosunku do wydajności pracy rosły płace, na skutek presji związków zawodowych. Władze zdecydowały się na ograniczenie zakresu ingerencji państwa i podjęły działania deregulacyjne. Zmniejszono udział wydatków budżetowych w dochodzie narodowym, zliberalizowano system podatkowy i znoszono bariery biurokratyczne hamujące przedsiębiorczość.
W rezultacie, w całym okresie 1974-1989 PKB wzrósł o 50%, a eksport – o 105%.
W roku 1986 Niemcy wyprzedziły Stany Zjednoczone pod względem wielkości wywozu na rynki zagraniczne. Bezrobocie, mniejsze niż we Francji i w Anglii, w latach 70. nieprzekraczające 1 mln osób, w następnej dekadzie wzrosło do ponad 2 mln osób. Jednym z powodów był napływ Niemców z NRD i Europy Wschodniej. Rosnące bezrobocie stworzyło znaczny wzrost obciążeń finansowych państwa i zmobilizowało przeciwników nadmiernych świadczeń socjalnych. Natomiast inflacja, także mniejsza niż w innych krajach Europy Zachodniej, osiągnęła najwyższy poziom w latach 1974 i 1981, odpowiednio – 7,0% i 6,3%. Od roku 1984 nie przekroczyła 3%, a w 1986 r. nawet odnotowano spadek cen o 0,2%.
Wyniki gospodarki niemieckiej po 1973 r., mimo trudnych warunków zewnętrznych, były związane z rosnącymi inwestycjami i eksportem, głównie maszynowym. Zawdzięczano je także klarownej polityce gospodarczej. W okresie rządów socjaldemokracji popierano rozwój i modernizację proeksportowych gałęzi gospodarki i infrastruktury oraz zabiegano o stabilizację marki. Zasilano gospodarkę subsydiami, kredytami i gwarancjami kredytowymi. Chrześcijańska demokracja, mimo głoszonych haseł: „wolność zamiast socjalizmu”, „więcej rynku, mniej państwa”, „zostawić gospodarkę samej sobie”, kontynuowała w latach 1983–1986 pomoc dla gałęzi zagrożonych konkurencją zagraniczną, takich jak przemysł stoczniowy, stalowy i elektrotechniczny. Pod koniec dekady zdecydowanie zmniejszyła się ingerencja władzy publicznej w gospodarkę, co wyróżniało Niemcy wśród państw europejskich. Jednocześnie dowodziło zdolności gospodarki rynkowej do samodzielnego wzrostu i modernizacji potencjału wytwórczego.
Unifikację gospodarczą Niemiec zapoczątkował zawarty w maju 1990 r. przez NRD i RFN układ o wymianie marek wschodnich na zachodnie. Jednocześnie przystąpiono do modernizacji i rozwoju infrastruktury gospodarczej na Wschodzie. Każdego roku do „nowych landów” kierowano ponad 100 mld marek, m.in. na rekonstrukcję autostrad, linii kolejowych i telekomunikacji. Do byłej NRD wkroczył także zachodnioniemiecki kapitał. Nastąpiła prywatyzacja i modernizacja istniejących fabryk, powstały nowoczesne zakłady, jak samochodowe Opla w Eisenach czy elektroniczne w Dreźnie.
Ogromne wydatki na restrukturyzację gospodarki byłej NRD spowodowały szybkie powiększanie się deficytu budżetowego. W celu uniknięcia inflacji Deutsche Bundesbank podniósł stopy procentowe, co przyspieszyło wchodzenie gospodarki niemieckiej w ogólnoeuropejską recesję. W kraju rosło bezrobocie, a jednocześnie spadała społeczna wydajność pracy, na co istotny wpływ miała niska efektywność potencjału ekonomicznego byłej NRD. Po upływie 10 lat od zjednoczenia wschód i zachód Niemiec bardzo się różniły pod względem gospodarczym, a także społecznym. Bezrobocie, które na zachodzie Niemiec wynosiło 7,4%, na wschodzie sięgało 16,5%.